# Ptychochromoides itasy
Ptychochromoides itasy foi uma espécie de peixe da família Cichlidae. Foi endémica da Madagáscar.